# Gudrun Schyman: Människa, kvinna, mamma, älskarinna, partiledare
Gudrun Schyman: människa, kvinna, mamma, älskarinna, partiledare (ISBN 91-7054-864-1) är en självbiografi skriven av den svenska politikern Gudrun Schyman. Boken utkom 1998 på Fischer förlag. En stor del av boken behandlar hennes alkoholism och den stora mediala uppmärksamheten kring denna.